# Gare de Gravelines
Gare de Gravelines vasútállomás Franciaországban, Gravelines településen.

## Vasútvonalak
Az állomást az alábbi vasútvonalak érintik:
- Coudekerque-Branche–Fontinettes-vasútvonal

## Kapcsolódó állomások
A vasútállomáshoz az alábbi állomások vannak a legközelebb:
- Gare de Bourbourg
- Gare de Beau-Marais